# Оборона Донетчины
Оборона Донетчины — оборонительная операция Гайдамацкой бригады Запорожского корпуса Армии УНР и отрядов Вольного казачества в Донбассе против наступающих частей Донской и Добровольческой армии с 23 ноября 1918 по середину января 1919.

## История

Командир Гайдамацкой бригада атаман Волох Емельян Иванович.

На момент Антигетьманского переворота который произошел на Левобережной Украине под руководством полковника Болбочана 17 ноября в Донбассе в Старобельском уезде располагались такие части Армии УНР:
- 1-й Запорожский им. гетмана П. Дорошенко пехотной полк
- 3-й Запорожский им. гетмана Б. Хмельницкого пехотной полк
- 3-й Гайдамака пехотной полк[3]
- 8-я Азовская пограничная бригада
- 5-я Донецкая пограничная бригада

Сразу же после переворота Болбочан дал приказ о передислокации 1-го полка в Харьков, 2-го на линию железной дороги Валйки — Купянск, и 3-й Гайдамацкий полк был переброшен в Бахмутский Славяносербский уезды. По прибытии в указанные уезды штаб полка расположился в Лисичанске, в Луганске располагалась 7-я Донецкая пограничная бригада под командованием Оранского Анатолия Григорьевичя, в Мариуполе 8-я Азовская пограничная бригада под командованием Костенко Михаилам Федоровичем.
19 ноября донской отряд Петра Коновалова по другим сведениям полковника Барлина нарушив Предварительный договор между Украинской державой и ВВД от 7 августа 1918 о взаимном признании границ незаконно пересекли границу Украинской Державы и без боя занял Луганск. Расположенные в городе немцы заняли нейтральную позицию 7-я Донецкая пограничная бригада которая находилась в Луганске во главе с Оранским Анатолием Григорьевичем в полном составе перешли в состав Донской армии. 22 ноября донской отряд полковника Жировая без боя занял Мариуполь. Украинские части находившихся в городе 48-й Мариупольский полк во главе с — Шведов Григорий Ефимович перешел в состав Донской армии 8-я Азовская пограничная бригада во главе с Костенко Михаил Федоровичем части личного состава перешли в состав Донской армии а другая часть, которая поддерживала Директорию УНР отступила в Бердянск.
23 ноября 1918 атаман Краснов опираясь на согласие гетмана Скоропадского опубликовал приказ о введении частей Донской армии в Украинскую Народную Республику. В приказе говорилось:
```
"Друзьями, с открытой душой, гостями по приглашению ваших властей идем мы к вам и ждем от вас - ласкового "добро пожаловать
[
5
]
"
```

Согласно приказу части 3-й и 2-й Донской дивизии (5000 сабель и штыков) должны были занять пограничную 25 километровую зону включая все населенными пунктами входящих в эту зону Казачьи части вводились с согласия австро-германской стороной которая передавала эту зону казакам. 1 декабря казачий полк занял Дебальцево в этот же день казаки заняли Юзовку, немцы которые покидали эти населенные пункты передали оружие казакам..
После получения информации что части Донская армии пересекли границу УНР и заняли часть Донбасса главнокомандующий Левобережной группы Армии УНР полковник Петр Болбочан отправил телеграмму атаману Краснову с требованием вывести донские части из Донецкого бассейна. На телеграмму Болбочана ответил полковник неизвестной части Донской армии который просил прекратить боевые действия на линии соприкосновения. До этого момента происходили многочисленные стычки повстанческих отрядов которые вместе с Гайдамацкой бригадой и самостоятельно защищали свои населенные пункты от донского казачества. Основными районами столкновения был Старобельский уезд где действовали многочисленные повстанческие отряды и Охотный казачий курень который осуществлял рейды по уезду и обеспечивался Гайдамацкой бригадой, другими районами столкновений отрядов повстанцев и Вольного казачества и гайдамаков с донскими казаками были восточная и южная граница Бахмутского уезда. Об этом писал Деникин в четвёртом томе «Очерков русской смуты» :
«Май-Маевский в течение двух месяцев со своими 2,5, потом 4,5 тысячами штыков, с огромным напряжением и упорством едва отбивался от Махно, петлюровцев…»
Слова Деникина подтверждают воспоминания сотника 1-го Бахмутского куреня С. Левченко который в конце ноября ездил к Волоху:
« Этим же вечером я с двумя казаками выехал в Переездную, в штаб атамана Волоха. Переездная — это Харьков в миниатюре. Также и тут роились от казаков, только больше было порядка и строгости — атаман Волох шутить не любил. Где то на востоке ревели пушки, там шел с добровольцами бой.»

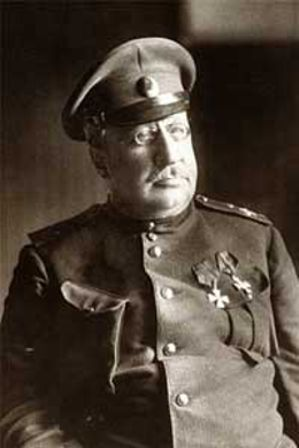
Май-Маевский Владимир Зенонович командир Донецкой группы ВСЮР.

После этого Болбочан отправил телеграмму атаману Волоху котором приказал втсупиты в переговоры с донскими частями с которыми они вошли в боевое соприкосновение. Но Волох наотрез отказался вступать в переговоры с донскими казаками.
8 декабря на оккупированной Донской армией территории Старобельского и Слвяносербского уездов было создано Старобельское генерал-губернаторство.
К началу декабря в Бахмутском уезде из местных жителей были созданы отряды Вольного казачества, основной целью которых была оборона населенных пунктов от донских и добровольческих частей, крупнейшие отряды были созданы в Краматорске — Краматорская сотня (120 бойцов) командир хорунжий Федоренко, Бахмут 1-й Бахмутский курень (600 бойцов) командир Мережко, окрестности Соледара — Терещенский курень (2000 бойцов) командир Чаплин, Покровск — Курень Донецкого Кряжа (259 бойцов) командир Малашко. С разрешения Петра Болбочана в рабочих поселках Донбасса были сформированы рабочие дружины из представителей социалистических партий кроме большевиков, рабочие дружины были обеспеченны оружием инструкторами и старшинами и насчитывали 2600 бойцов.

## Хронология
- 19 ноября — части Донской армии пересекли границу Украинской Державы и заняли Луганск.
- 22 ноября — части Донской армии заняли Мариуполь.
- 23 ноября — атаман Краснов издал официальный приказ о вводе частей Донской армии на территорию УНР.

## Силы сторон

### УНР
- Гайдамацкая бригада
- Вольное казачество
- Рабочие дружины Донбасса — 2600[15].

### Перешли на сторону противника
- 8-я Азовская пограничная бригада — 22 ноября 1918 перешла в состав Донской армии.
- 5-я Донецкая пограничная бригада — 19 ноября 1918 перешла в состав Донской армии.
- 48-й Мариупольский полк — Шведов Григорий Ефимович перешел 22 ноября 1918 в состав Донской армии.

### Всевеликое Войско Донское
Начало декабря 1918 — 5000 бойцов.
- 2-я Донская конная дивизия
- 3-я Донская конная дивизия

### Юг России
Начало декабря 1918 — 3500 бойцов.
- Донецкая группа ВСЮР — 2500